# Boulevard Latil
Le Boulevard Latil est une voie située dans le 8e arrondissement de Marseille.

## Situation et accès
Il débute avenue du Prado et se termine boulevard Rabatau

## Historique
Ce boulevard tire son nom du nom de la campagne de Jean Baptiste Latil et de Jean Joseph Latil, propriétaires de 4,2 hectares au Rouet en 1847.